# Garrya longifolia
Garrya longifolia är en garryaväxtart som beskrevs av Joseph Nelson Rose. Garrya longifolia ingår i släktet Garrya och familjen garryaväxter. Inga underarter finns listade.